# Accuracy International AWM
Il Accuracy International AWM (Arctic Warfare Magnum) è un fucile bolt-action prodotto dalla Accuracy International. È anche conosciuto come AWSM (Arctic Warfare Super Magnum), che tipicamente denota la versione .338 Lapua Magnum.
Al momento è molto usato in condizioni estreme perché resiste a temperature da -40 a +50 °C, e anche per il suo peso relativamente ridotto e ottima precisione.

## Il sistema Arctic Warfare Magnum
Il fucile AWM è una variante inglese del Accuracy International Arctic Warfare (AW). Comparato con l'AW, l'AWM ha un otturatore più lungo per alloggiare i .300 Winchester Magnum (7.62 mm) e .338 Lapua Magnum (8.58 mm) di maggiore dimensione, che sono stati anche accettati dalla NATO. Il caricatore può alloggiare 5 colpi.
Il freno di bocca riduce il rinculo ed il bagliore, contribuendo anche a sopprimere il rumore dello sparo.
Normalmente i AWM sono equipaggiati con un teleobiettivo PM II 10x42/MILITARY MK II con un ingrandimento fisso 10x42. Si possono però variare gli ingrandimenti a seconda dell'obiettivo da colpire, ad esempio: 3-12x50, 4-16x50 o 5-25x56. L'esercito tedesco e quello russo hanno preferito un teleobiettivo Carl Zeiss.
Il fucile AWM è normalmente fornito in una custodia metallica assieme a tutti i suoi accessori: cavalletto, obiettivo, ecc.

## Utilizzatori
- Bangladesh: AWM - .338 Lapua Magnum (Bangladesh Army Sniper Team)
- Corea del Sud: AWM - .338 Lapua Magnum usato da 707º Commando sudcoreano e da ROK Capital Command
- Danimarca: AWM-F.338 Lapua Magnum, usato da Korps Commandotroepen (KCT)[3][4]
- Germania: AWM-F - .300 Winchester Magnum[5][6]
- Indonesia: AWM usato dai Kopaska (Komando Pasukan Katak - incursori di marina)[7]
- Regno Unito: AWM - .338 Lapua Magnum[8]
- Italia: AWM - .338 Lapua Magnum usato dal 9º Reggimento d'assalto paracadutisti "Col Moschin"[9]
- Norvegia: AWM  - .338 Lapua Magnum, usato da Marinejegerkommandoen e da Forsvarets Spesialkommando
- Paesi Bassi: AWM-F - .338 Lapua Magnum[3][4]
- Polonia:
  - AWM-F ; .338 Lapua Magnum; usato dal Jednostka Wojskowa GROM[10]
  - AWM-F ; .338 Lapua Magnum; usato dal (1 Pułk Specjalny Komandosów)[11]
- Russia: AWM-F - .338 Lapua Magnum usato dal gruppo antiterrorismo Alpha Group del FSB[12][13]
- Singapore: AWM usato dai cecchini del loro esercito